# Igreja de Escomb
A igreja de Escomb é uma igreja paroquial em Escomb, Condado de Durham, uma aldeia a 2,4 km a oeste de Bishop Auckland. É uma das igrejas anglo-saxónicas mais antigas de Inglaterra e uma das três únicas igrejas anglo-saxónicas completas que restam em Inglaterra, sendo as outras São Lourenço e Todos os Santos. A igreja está classificada como Grau I.